# Apartamento de la princesa Sibylla

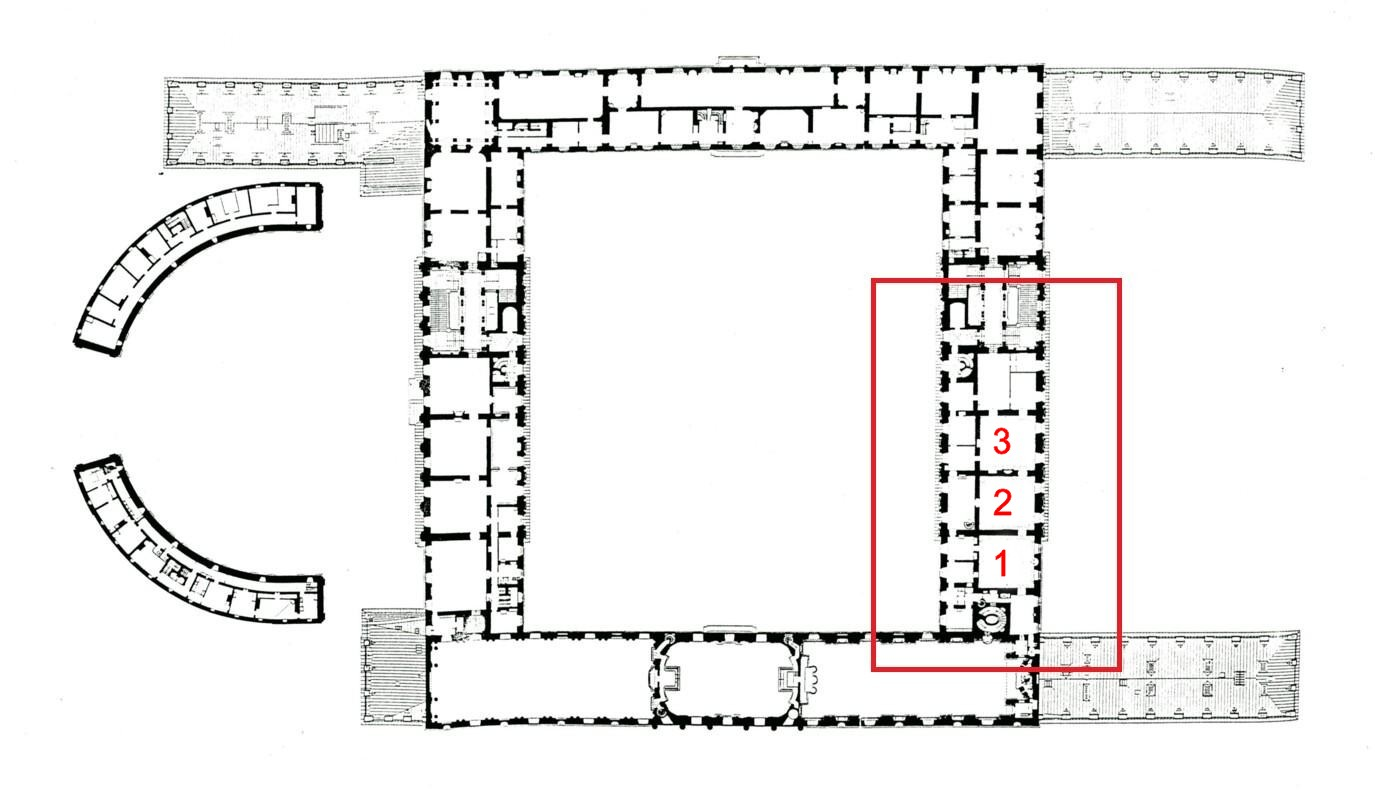
Palacio de Estocolmo, piso. 1er piso, Piso privado: 1. Privado (antiguo estudio de la reina Victoria) 2. Privado (Salón Amarillo) 3. Privado (Salón Azul)

El apartamento de la Princesa Sibylla está situado en el 1er piso del ala este del Palacio Real de Estocolmo. Históricamente llamado, entre otras cosas, apartamento de la reina Victoria y en honor a su última residente conocida, la princesa Sibylla. A lo largo de la historia del castillo, ha sido parte del castillo donde el rey o un pariente cercano ha tenido su residencia privada. Actualmente, el piso se utiliza como dormitorio habitual de la pareja real y no está abierto al público. El departamento está ubicado exactamente debajo del piso del Príncipe Bertil y tiene la misma área bruta ; aproximadamente 500 m².  Las habitaciones recibieron el nombre de "azul", "amarillo" y "rojo" según la decoración existente en un período determinado y cambiaron sus nombres a un color diferente cuando se creó una nueva decoración. Por ejemplo, el actual Salón Amarillo antes se llamaba Salón Rojo.

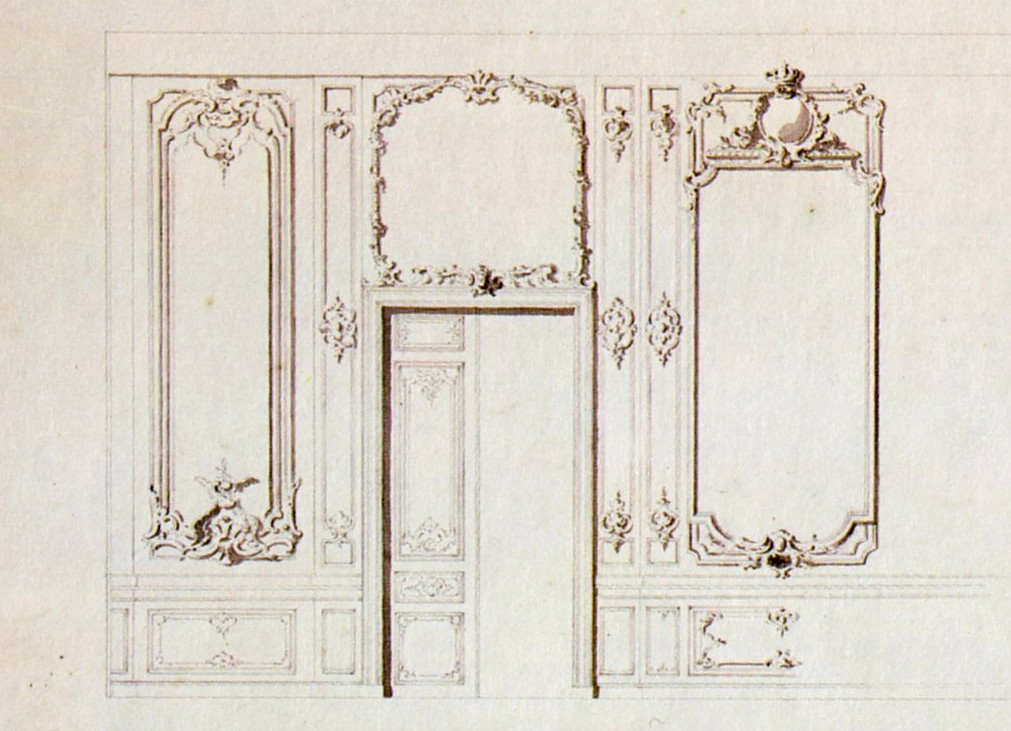
Boceto de Carl Hårleman para la sala de audiencias del Príncipe Gustavo en 1750.

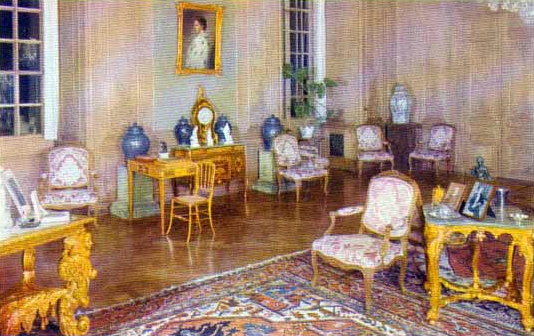
En el apartamento de la reina Victoria, década de 1940.

El apartamento fue originalmente propiedad del Príncipe Heredero Gustavo (III). La reina Josefina de Óscar I vivió en el apartamento hasta su muerte, y Victoria de Baden se mudó al apartamento después de su boda con el príncipe heredero Gustavo (V) en 1881; Más tarde, Gustavo utilizó el apartamento del príncipe Bertil que se encuentra arriba. La princesa Sibylla y sus hijos se mudaron desde el Palacio de Haga en 1950, después de que su esposo Gustaf Adolf muriera en 1947. Entonces servía para fines de representación pero también tenía una parte privada. El apartamento permanece en gran parte tal y como lo dejó la princesa Sibylla después de su muerte en 1972. Carlos XVI Gustavo y la reina Silvia vivieron aquí hasta 1981, cuando la familia se trasladó al Palacio de Drottningholm. Una de las salas es conocida como el Salón Azul (antiguamente Salón Exterior de la Princesa Sibila), donde se celebraron los compromisos de Carlos XVI Gustavo y Silvia Sommerlath en 1976 y de la Princesa Heredera Victoria y Daniel Westling en 2009. De 1754 a 1771 fue la antesala del príncipe heredero Gustavo III. Entre las otras salas de la planta se encuentra el Salón Amarillo (antiguamente Salón Interior de la Princesa Sibila), que originalmente era la sala de audiencias de Gustavo III y que durante el período de 1823 a 1872 se llamó Salón Rojo. La sala todavía conserva el diseño interior de Carl Hårleman, con pilastras y dinteles en las puertas. 
Al lado también se encontraba el dormitorio del príncipe heredero Gustav (número 1 en el plano de orientación). Entre 1872 y 1907 sirvió como dormitorio del matrimonio formado por los príncipes herederos Gustavo V y Victoria, y luego fue el estudio de la reina Victoria. En la época de la princesa Sibylla, era el comedor.